# Сексуальні приписи в ісламі
Сексуальні відносини в ісламі дозволені тільки в рамках шлюбу (араб. النكاح‎‎ — ніках), інше розглядається як перелюбство (араб. زنا — зіна) і переслідується за шаріатом.

## Особливості сексу в ісламі
Коран дозволяє чоловікові брати в дружини до чотирьох дружин (4:3). Зазвичай моногамія — це правило, а багатожонство — виняток. (Перші мусульмани брали в шлюб вдів, сиріт, нехай і негарних). Іслам вимагає, щоб подружні відносини не виставлялися напоказ, оскільки в цьому полягає розпуста. Чоловік перед вступом у шлюб з жінкою зобов'язаний зробити їй подарунок.

### Заборонений секс у шлюбі
- Секс з партнеркою, у якої місячні

Віддаляйтеся від жінок при менструаціях і не наближайтеся до них, поки вони не очистяться (Коран 2:222)
- Анальний секс

[Займайся коханням зі своєю дружиною] спереду або ззаду, але уникай заднього проходу і статевих відносин під час місячних (Хадіс)
- Секс у світлий час місяця рамадан

Дозволяється вам у ніч посту наближення до ваших дружинам (Коран 2:187)
- Секс під час хаджу  [Архівовано 28 вересня 2007 у Wayback Machine.]

## Бажане в сексі
- Омовіння до сексу
- Молитва «Бі-смі-Ллягі, Аллагумма, джанніб-на-ш-шайтана ва джаннібі-ш-шайтана ма разакта-на!»

(З ім'ям Аллаха, о Аллах, віддали нас від шайтана і віддали шайтана від того, ким (маються на увазі діти) Ти наділив нас) перед статевим актом
- Статевий акт не рідше одного разу на чотири дні, щоб дружина отримала свої права (згідно з імамом Аль-Газалі).

## Допустиме в сексі
- Оральний секс

Не всі мусульманські вчені одностайні в тому, що подружжю дозволено займатися оральним сексом. Юсуф Кардаві вважає, що якщо оральний секс призводить до сім'явиверження, це вважається гідним осуду (макрух), але не забороненим, так як переконливих доказів цьому немає (Юсуф Кардаві )
- Перерваний статевий акт

Ви можете вивергати сім'я в бік, тільки кожен, хто повинен бути створений до Судного дня, все одно буде створеним (Хадіс  [Архівовано 26 лютого 2008 у Wayback Machine.])

## Мастурбація
Мастурбація (араб. استمناء — істімна) в ісламі має неоднозначне трактування. Більшість вважає її недозволеною, ґрунтуючись на наступному фрагменті Святого Письма:
[Блаженні віруючі], які не мають зносин ні з ким, крім як зі своїми дружинами чи невільницями, за що вони не звинувачуються. А ті, хто забажає понад те, переступають через дозволене (Коран 23:5-7)
Ханафіти ж вважають, що зазначені аяти стосуються виключно перелюбства і кажуть, якщо людина поставлена перед вибором між перелюбством і мастурбацією, то в цій ситуації мастурбація стає для нього дозволеною, проте тільки з метою звільнення від пожадливості, а не для її задоволення.
 Священний Коран: сура: 23. Віруючі

5. які оберігають свої статеві органи від всіх,

6. крім своїх дружин або невільниць, якими оволоділи їх правиці, за що вони не заслуговують осуду,

7. тоді як бажаючі понад це є злочинцями.